# Бармиця
Ба́рмиця (від дав.-ісл. barmr — «край, берег»; нім. Helmbrünne, англ. aventail, camail, ісп. alpartaz, порт. almofar, camal, фр. camail d'armure) — елемент шолома у вигляді опліччя, завіси або сітки, що кріпився нижнього краю до шишака.
Виготовлялася зі шкіри (шкіряних пластин) або металу (кольчуги, пластин тощо).
Захищала потилицю, шию, а також скроні, плечі. Могла бути закритою, що ховала обличчя воїна, або відкритою, з вилогами. Використовувалася в озброєнні євразійських кочовиків, народів Кавказу, Східної Європи, Азії тощо.

## Галерея

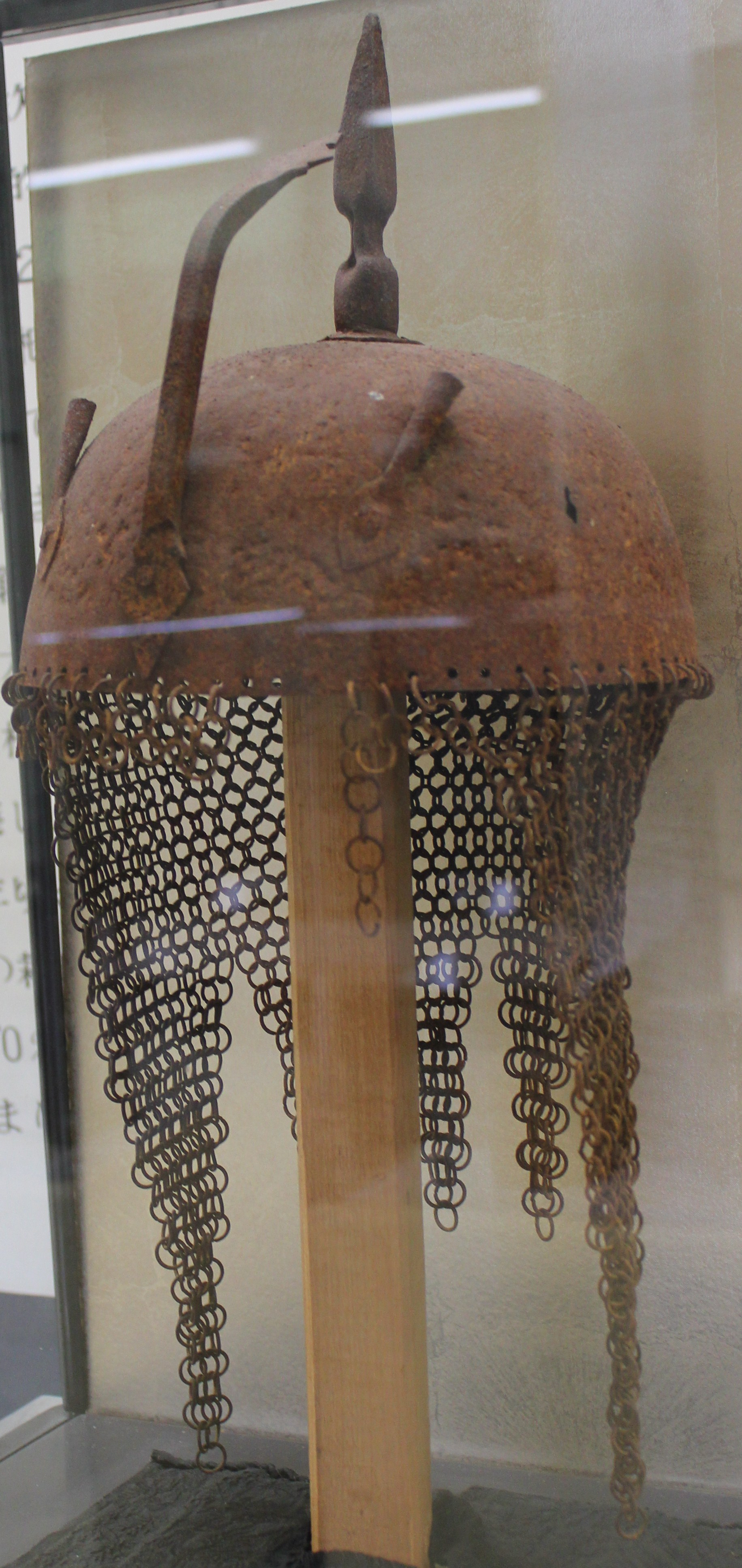
Індійсько-перська бармиця на шоломі
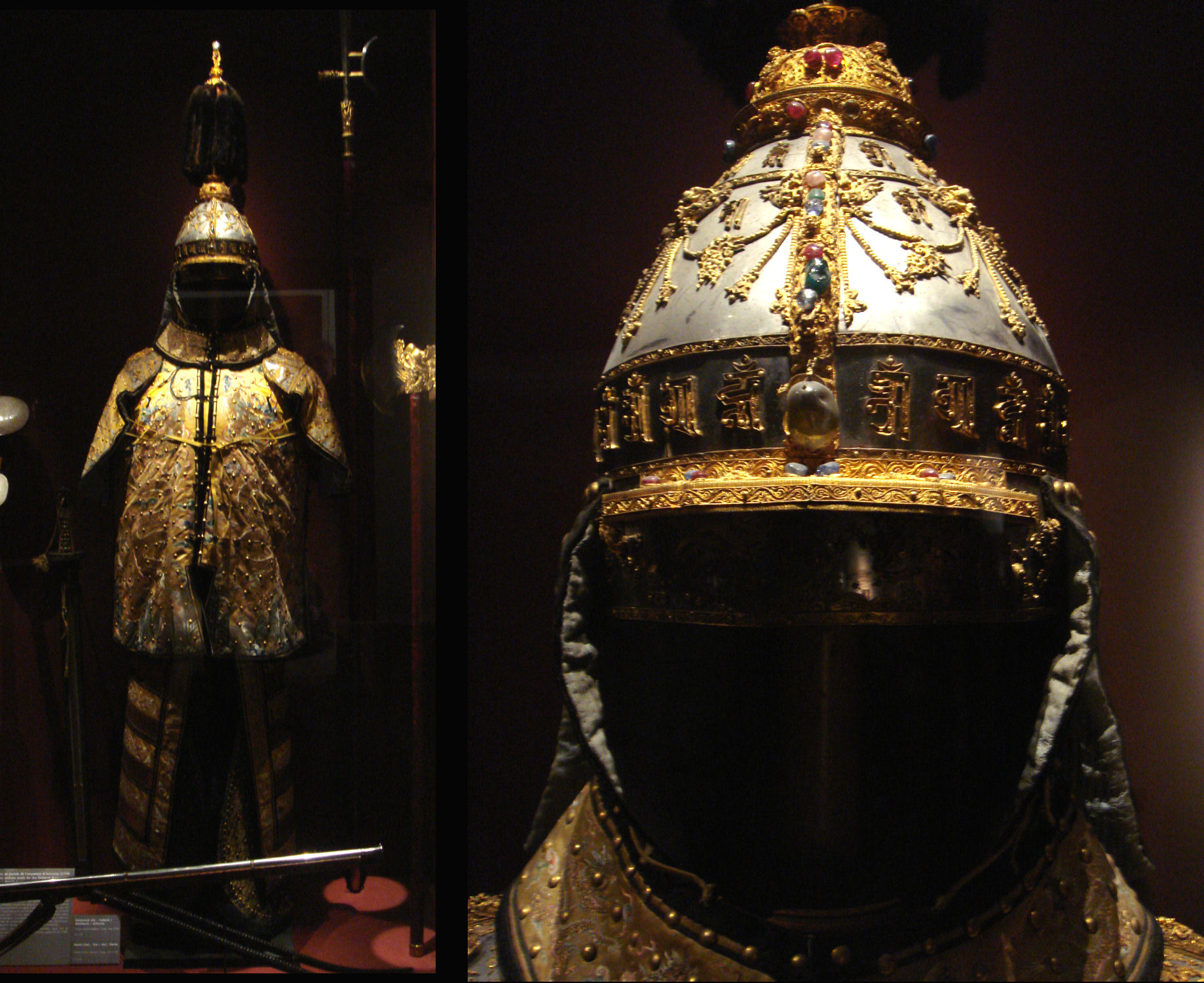
Маньчжурський шолом із закритою бармицею
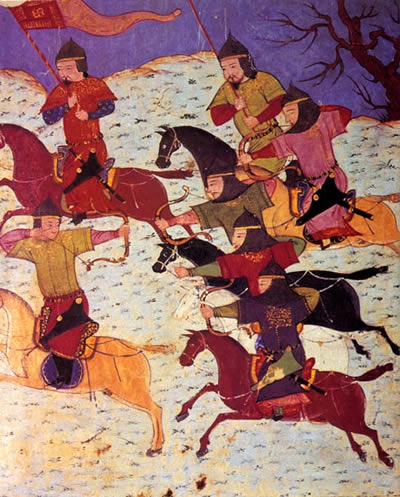
Монголи у шоломах з бармицями
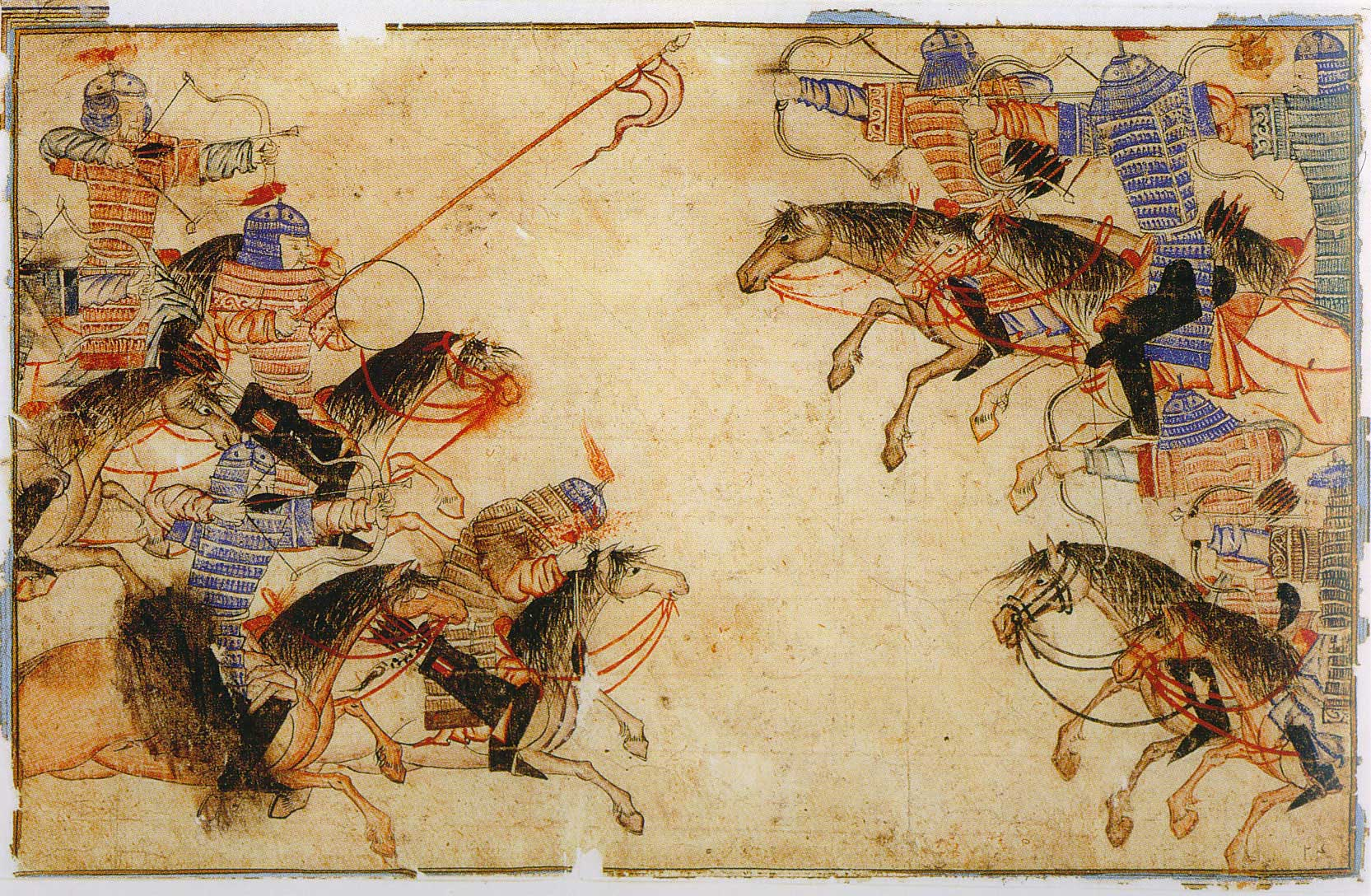
Монголи у шоломах з бармицями
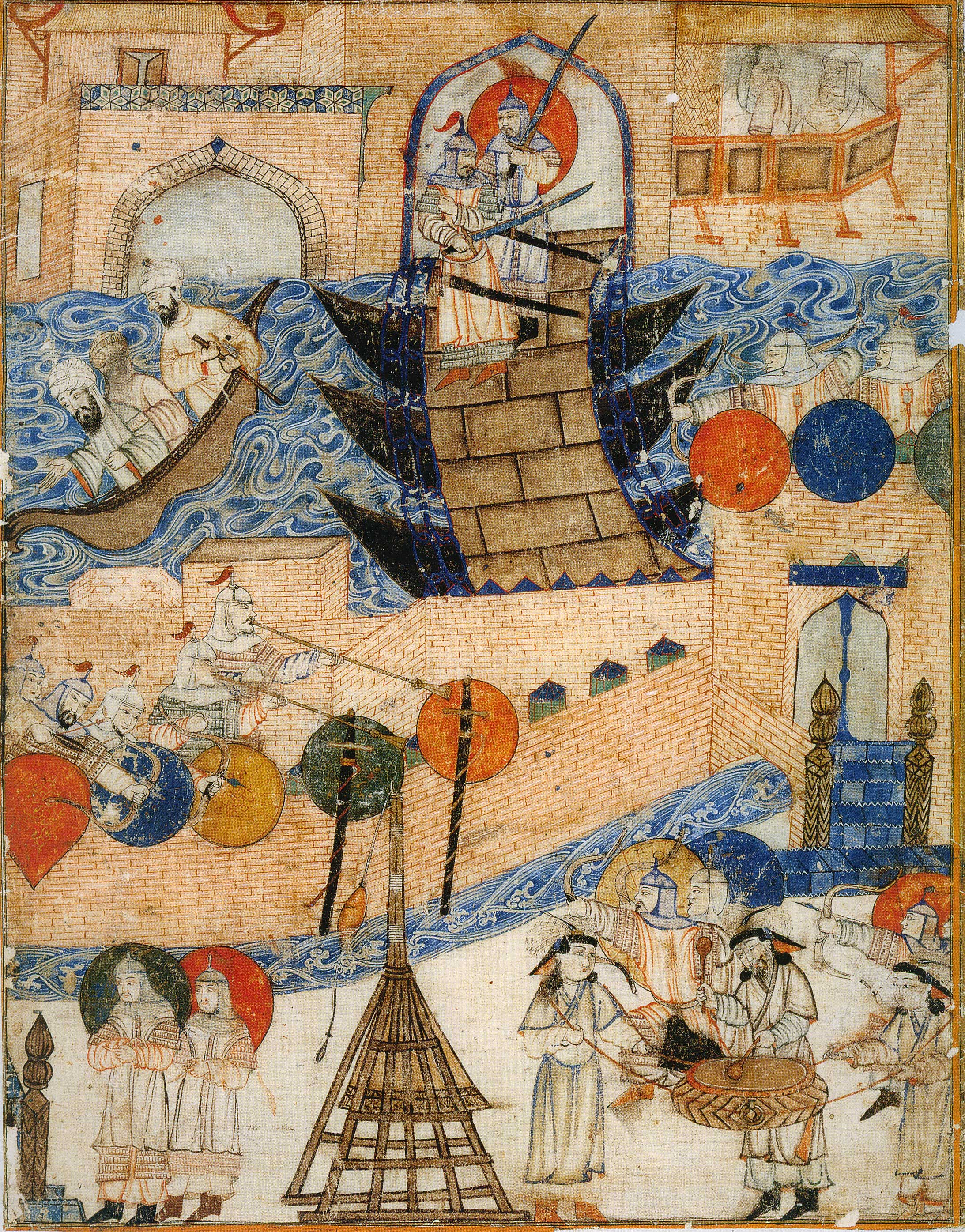
Монголи у шоломах з бармицями. Багдад
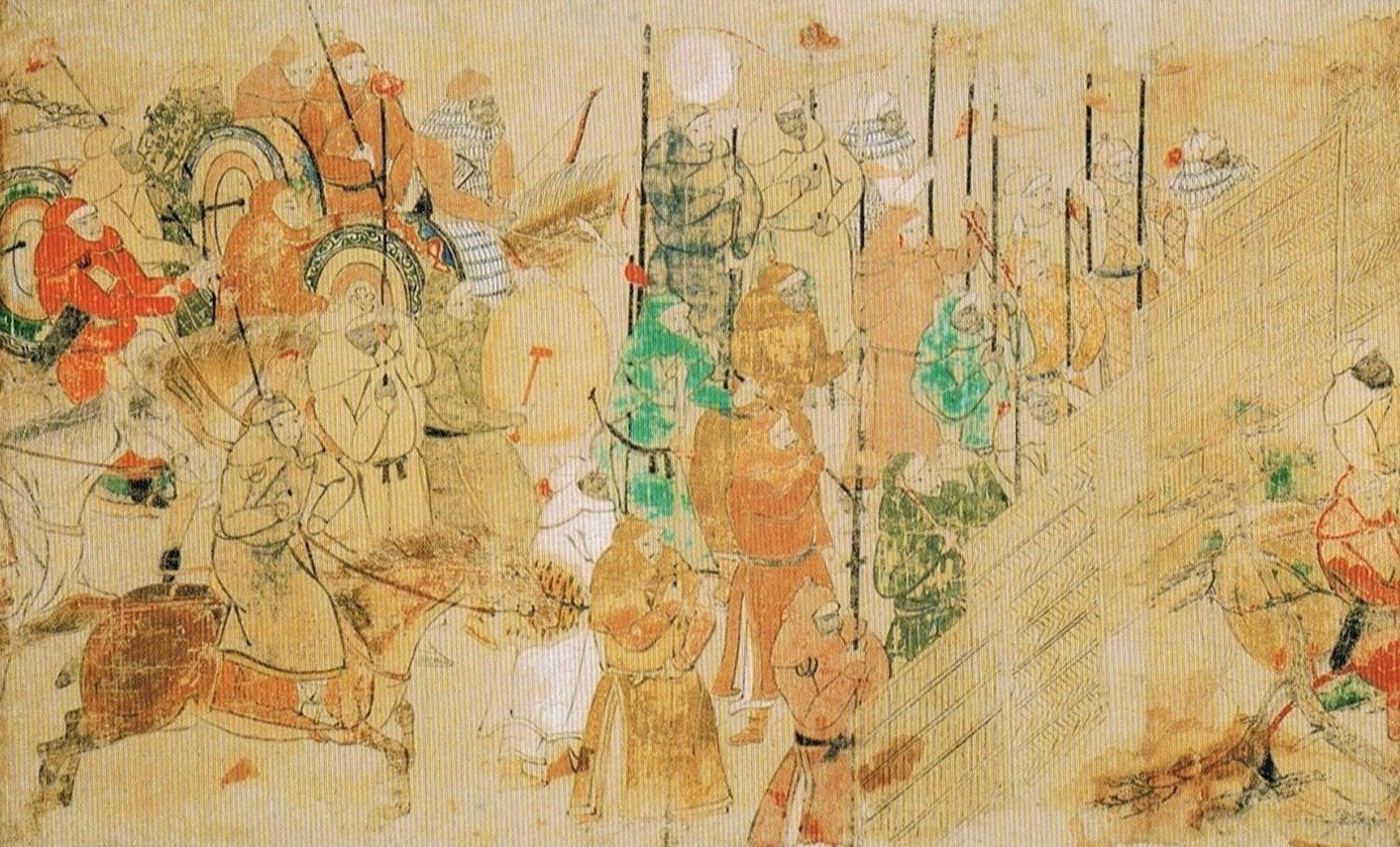
Монголи у шоломах з бармицями. Японія
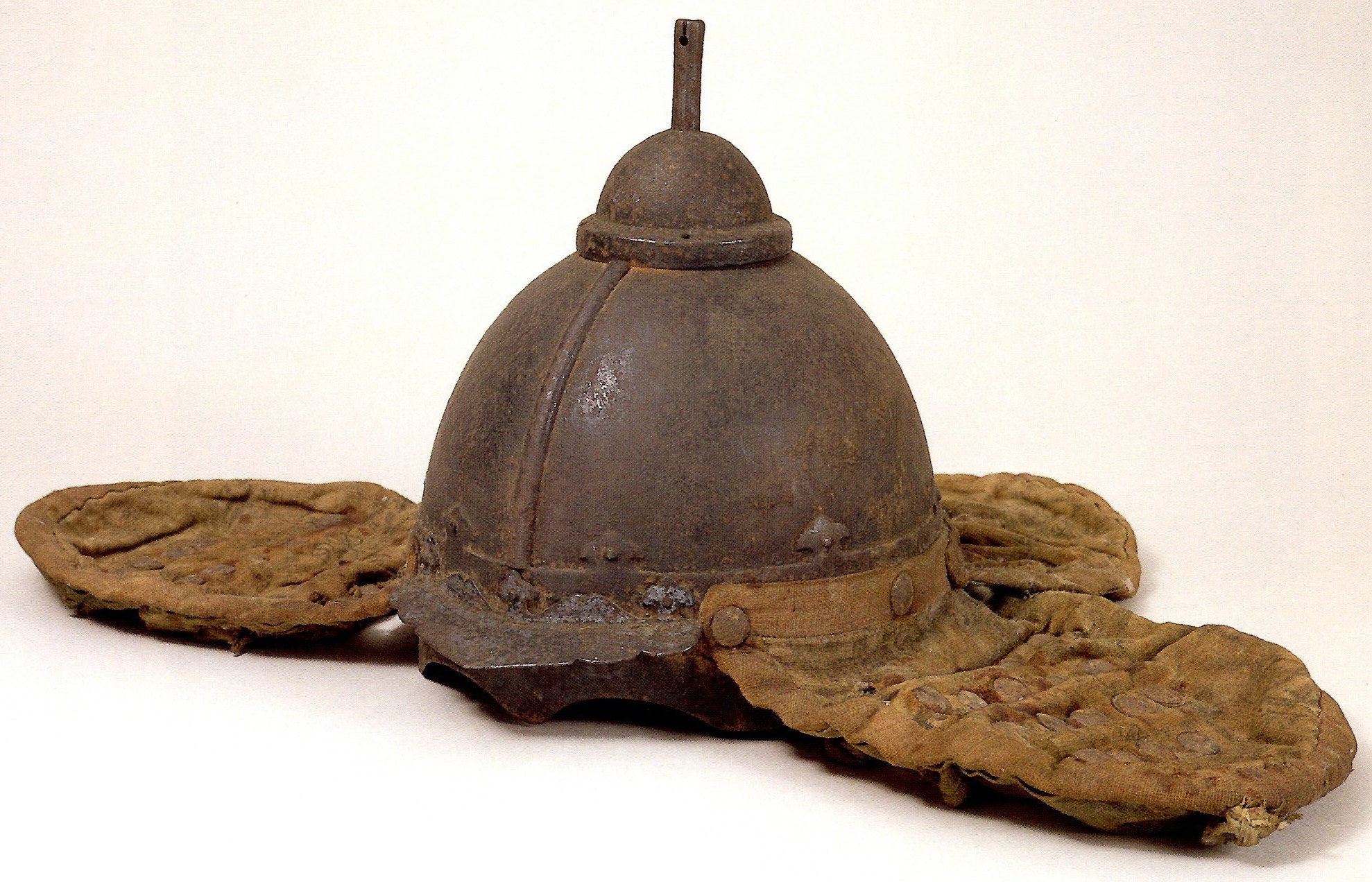
Монгольська бармиця на шоломі
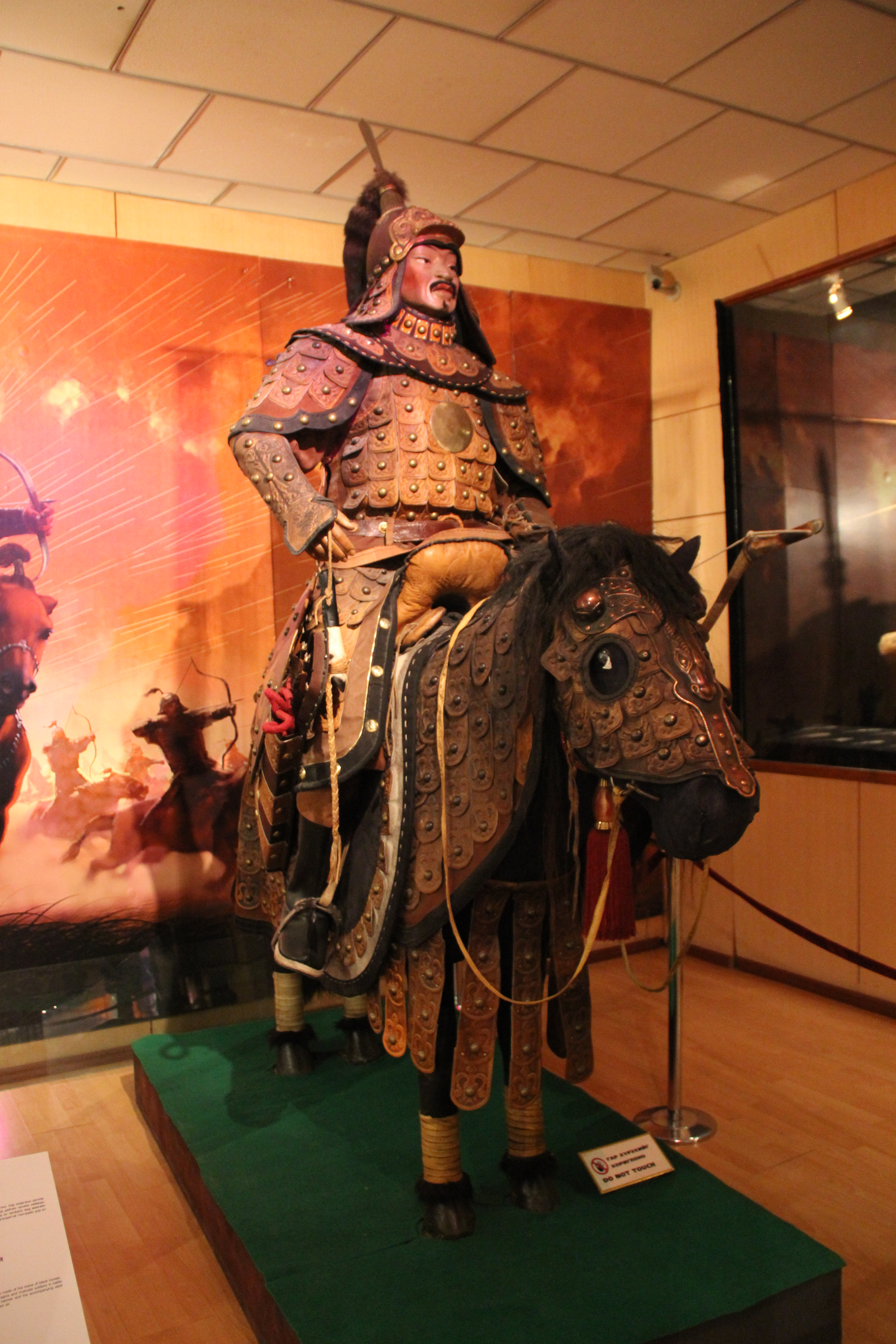
Монгольський полководець у шоломі зі шкіряною бармицею
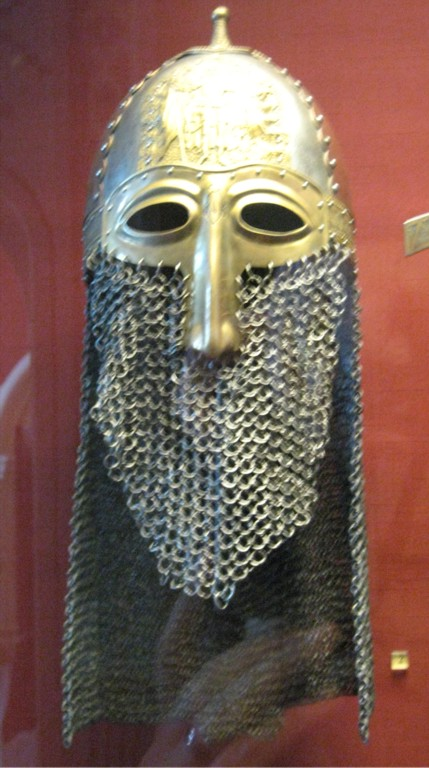
Шолом з напівмаскою
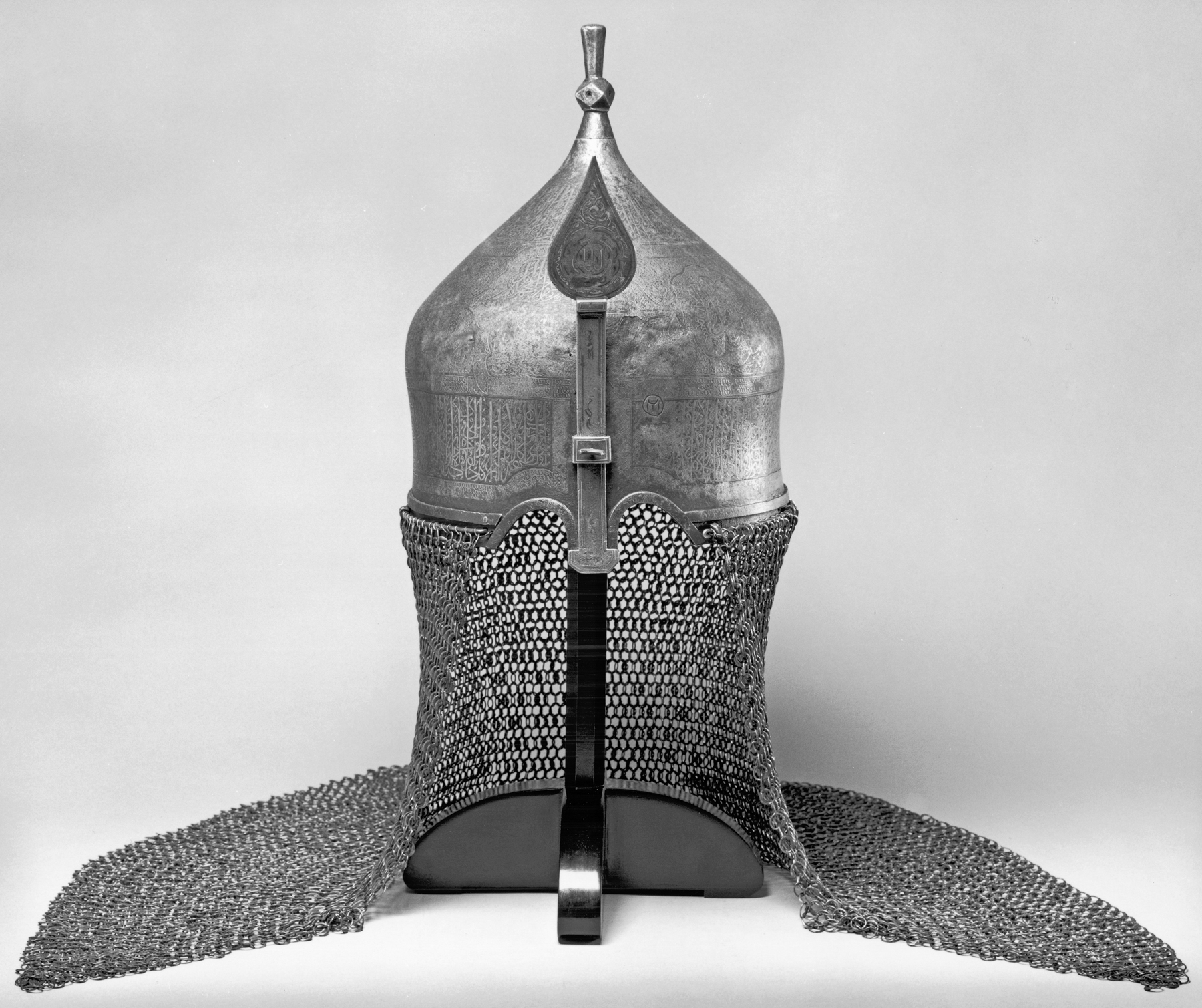
Османська бармиця на шоломі
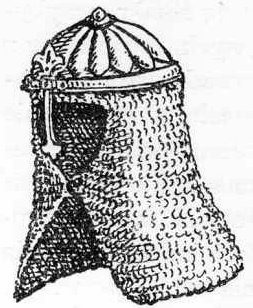
Польська бармиця на мисюрці
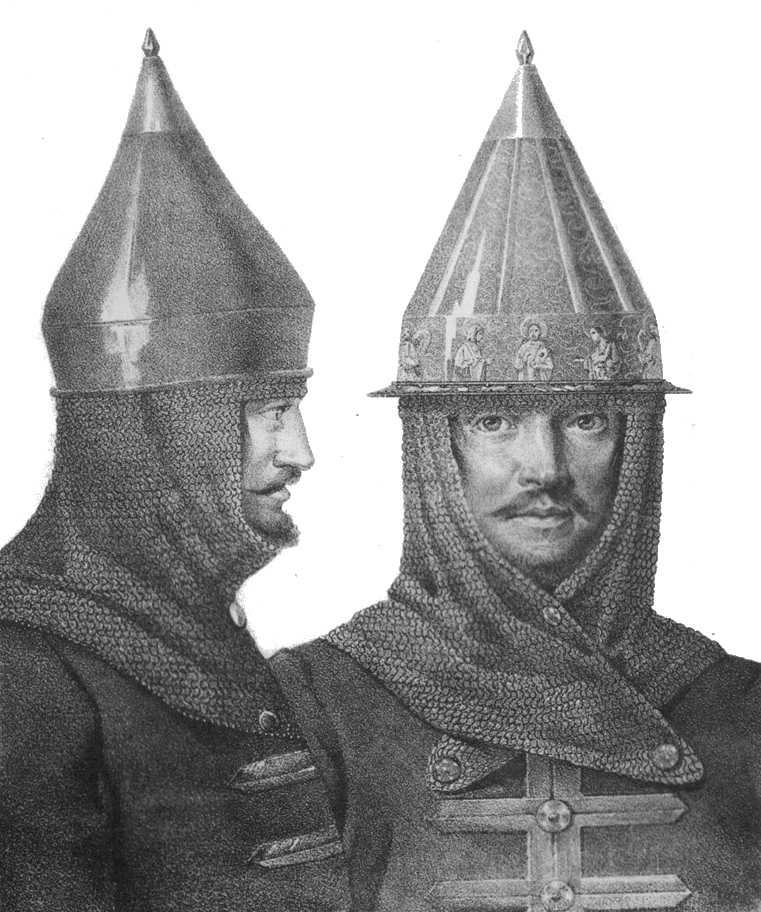
Московська бармиця
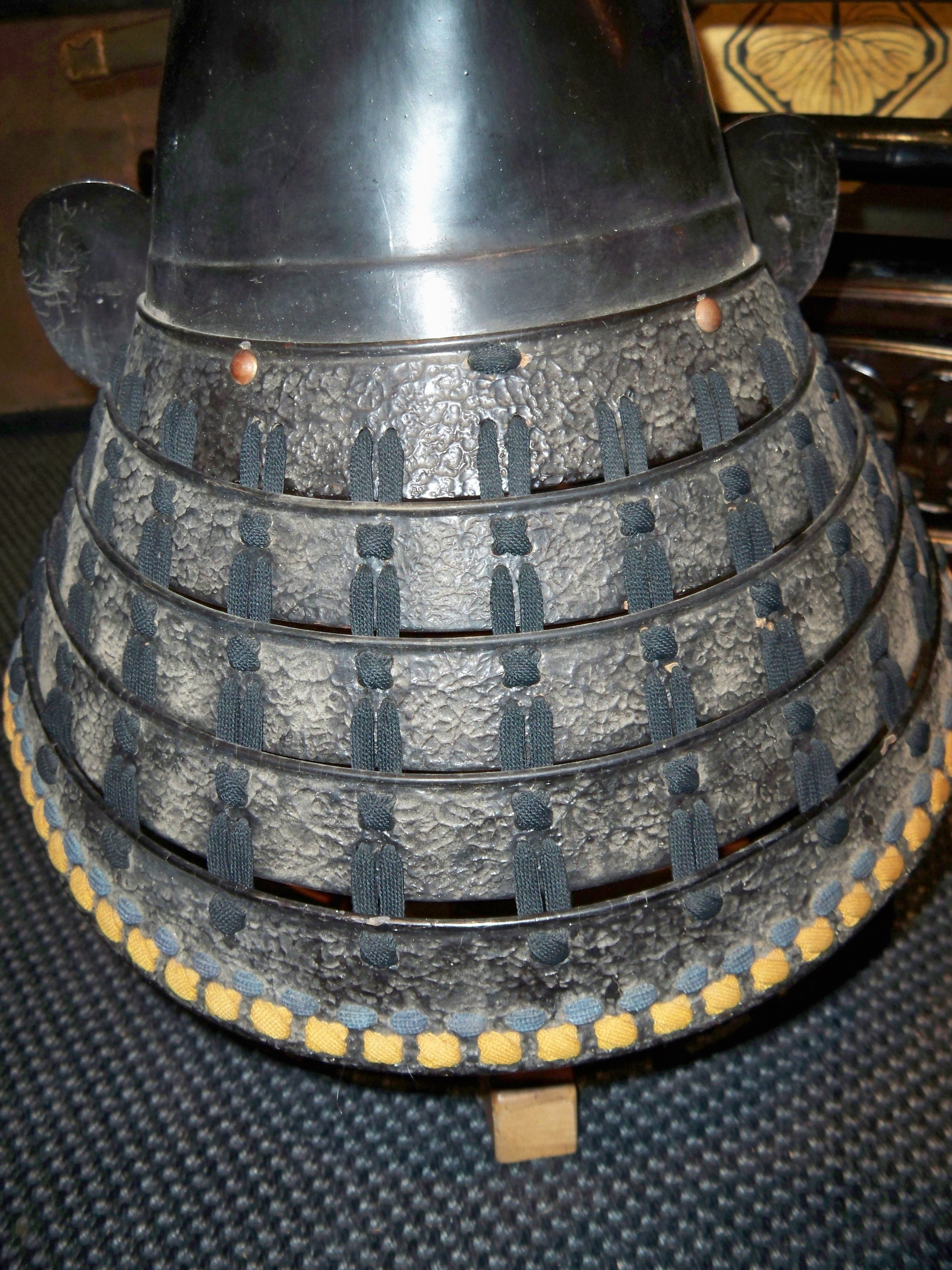
Японська бармиця (шікоро) на шоломі